# Cerylalkohol
Cerylalkohol, též známý jako 1-hexakosanol (systematický název hexakosan-1-ol), je tuhá voskovitá organická sloučenina s funkčním vzorcem CH3(CH2)25OH. Patří do skupiny mastných alkoholů. Nachází se v kutikule rostlin, čínském vosku, karnaubském vosku, včelím vosku a montanském vosku.
Název ceryl je odvozen od latinského slova cera (vosk).